# Атлетика на Летњим олимпијским играма 1900 — троскок за мушкарце

Такмичење у дисциплини троскок за мушкарце, на Олимпијским играма 1900. у Паризу одржано је 16. јула. За такмичење се пријавило 13 такмичара из 6 земаља.

## Земље учеснице
- Француска (2)
- Немачко царство (1}
- Уједињено Краљевство {1}
- Мађарска (1)
- САД (6)
- Шведска (2)

## Рекорди пре почетка такмичења
| Најбољи резултат на свету | 14,78 | Matthew Roseingreue      | Горт, Уједињено Краљевство | 15. август 1895. |
| Олимпијски рекорд         | 13,71 | Џејмс Брендан Коноли САД | Атина Грчка                | 6. април 1896.   |

## Победници
| Злато:              | Сребро:                  | Бронза:         |
| Мајер Принстајн САД | Џејмс Брендан Коноли САД | Луис Шелдон САД |

## Нови рекорди после завршетка такмичења
| Олимпијски рекорд | 14,47 | Мајер Принстајн | САД | Париз, Француска | 16. јул 1900. |

## Резултати
Принстајн је победио олимпијског победника из Атине 1896. који се морао задовољити другим местом. Резултати свих такмичара који су се пласирали испод 6. места су непознати.
| Место | Атлетичар                        | Резултат     |
| ----- | -------------------------------- | ------------ |
| 1     | Мајер Принстајн САД              | 14,47 м (ОР) |
| 2     | Џејмс Брендан Коноли САД         | 13,97 м      |
| 3     | Луис Шелдон САД                  | 13,64 м      |
| 4     | Патрик Лихи Уједињено Краљевство | непознато    |
| 5     | Алберт Деланоа, Француска        | непознато    |
| 6     | Александар Туфери Француска      | непознато    |
| 7-13  | Денијел Хортон САД               | непознато    |
| 7-13  | Френк Џарвис САД                 | непознато    |
| 7-13  | Пал Копан Мађарска               | непознато    |
| 7-13  | Ерик Леминг Шведска              | непознато    |
| 7-13  | Џон Маклин САД                   | непознато    |
| 7-13  | Карл Стаф Шведска                | непознато    |
| 7-13  | Валдемар Штефен Немачко царство  | непознато    |

## Биланс медаља
|   | Држава     | Злато | Сребро | Бронза | Укупно |
| - | ---------- | ----- | ------ | ------ | ------ |
| 1 | САД        | 1     | 1      | 1      | 3      |
|   | Укупно (1) | 1     | 1      | 1      | 3      |